# 苏曼特里山
苏曼特里山（Sumantri，也叫Soemantri或Soemantri Brodjonegoro）是西新几内亚苏迪曼山脉的一座陡峭山峰，海拔4,870（15,978英尺），在查亚峰东北两公里处。1962年，海因里希·哈勒、Philip Temple、Russel Kippax和Bert Huizenga在他们首次登上查亚峰后首先登顶苏曼特里山。

## 资料来源
1. ↑  .   [2017-06-02]. （原始内容存档于2020-02-06）.
2. ↑  SummitPost.org: Sumantri - Climbing, Hiking & Mountaineering （页面存档备份，存于）